# Пикок-Фаррелл, Бэйли
Бэйли Пикок-Фаррелл (англ. Bailey Peacock-Farrell; род. 29 октября 1996 года, Дарлингтон, Англия) — североирландский футболист, вратарь английского клуба «Бирмингем Сити» и сборной Северной Ирландии.

## Ранние годы
Родился 29 октября 1996 года в английском городе Дарлингтон. Воспитанник юношеских команд футбольных клубов «Мидлсбро» и «Лидс Юнайтед».

## Клубная карьера
Во взрослом футболе дебютировал в 2015 году выступлениями за «Лидс Юнайтед», в котором провёл два сезона, приняв участие в одном матче чемпионата.
В течение части 2017 года защищал цвета клуба «Йорк Сити» на правах аренды, после чего вернулся в «Лидс», где отыграл ещё два сезона своей игровой карьеры.
В состав клуба «Бернли» присоединился в 2019 году. Он был подписан, чтобы составить конкуренцию Джо Харту и Нику Поупу после ухода Тома Хитона. По состоянию на 27 июля 2021 года отыграл за клуб 4 матча в национальном чемпионате.
27 июля 2021 года Пикок-Фаррелл присоединился к «Шеффилд Уэнсдей» на правах сезонной аренды.
В 2023 году был арендован «Орхусом».

## Карьера в сборной
Пикок-Фаррелл имел право выступать за сборную Северной Ирландии, так как его дедушка был родом из Эннискиллена.
В 2018 году привлекался в состав молодёжной сборной Северной Ирландии. На молодёжном уровне сыграл в одном официальном матче.
В том же году дебютировал в официальных матчах в составе национальной сборной Северной Ирландии.